# Edward Francis Rook
Pour les articles homonymes, voir Rook.
Edward Francis Rook, né le 21 septembre 1870 à New York dans l'État de New York et décédé le 25 octobre 1960 à Old Lyme dans l'état du Connecticut aux États-Unis, est un peintre impressionniste américain, connu pour ces peintures de paysage, ces marines et ces représentations du laurier de montagne, fleur emblématique (en) de l'état du Connecticut.

## Biographie
Edward Francis Rook naît à New York en 1870. Il étudie de 1889 à 1891 à l'Art Students League of New York sous la direction du peintre John Henry Twachtman. Il part ensuite pour la France ou il suit les cours de l'Académie Julian avec pour professeurs les peintres Benjamin-Constant et Jean-Paul Laurens puis ceux des Beaux-Arts de Paris sous la direction du peintre Jean-Léon Gérôme. Durant son séjour en France, il expose ses œuvres aux États-Unis, ou il participe notamment à l'exposition universelle de Chicago en 1893. En 1897, il expose pour la première fois à la Pennsylvania Academy of the Fine Arts et obtient une Temple Gold Medal (en) avec le tableau Pearl Clouds—Moonlight l'année suivante.
Il revient aux États-Unis en 1900, s'installe à New York et épouse une amie d'enfance, Edith Stone, en 1901. Le couple voyage au Canada, en Californie et au Mexique, ou ils séjournent durant près d'un an. En 1901, il reçoit une médaille de bronze lors de l'Exposition Pan-américaine de Buffalo. En 1903, il répond favorablement à l'invitation de son ami Childe Hassam qu'il avait connu en France et fréquente durant l'été la colonie artistique d'Old Lyme. En 1904, il obtient deux médailles d'argent lors de l'exposition universelle de Saint-Louis dans le Missouri. En 1905, le couple s'installe définitivement à Old Lyme, ou il participe à la majorité des expositions organisée chaque été et ce jusqu'au milieu des années 1940.
En 1910, il obtient une médaille d'argent lors de l'Exposición Internacional del Centenario (en) de Buenos Aires. Il reçoit une médaille d'or à l'exposition universelle de Panama-Pacific à San Francisco en 1915. En 1919, il reçoit une médaille de bronze de la part de la Corcoran Gallery of Art. Il devient membre de l'académie américaine des beaux-arts en 1924.
Ces œuvres sont notamment visibles ou conservées au Cincinnati Art Museum de Cincinnati, au New Britain Museum of American Art de New Britain, à l'académie américaine des beaux-arts de New York, à la Pennsylvania Academy of the Fine Arts de Philadelphie et au Florence Griswold Museum d'Old Lyme.

## Œuvres

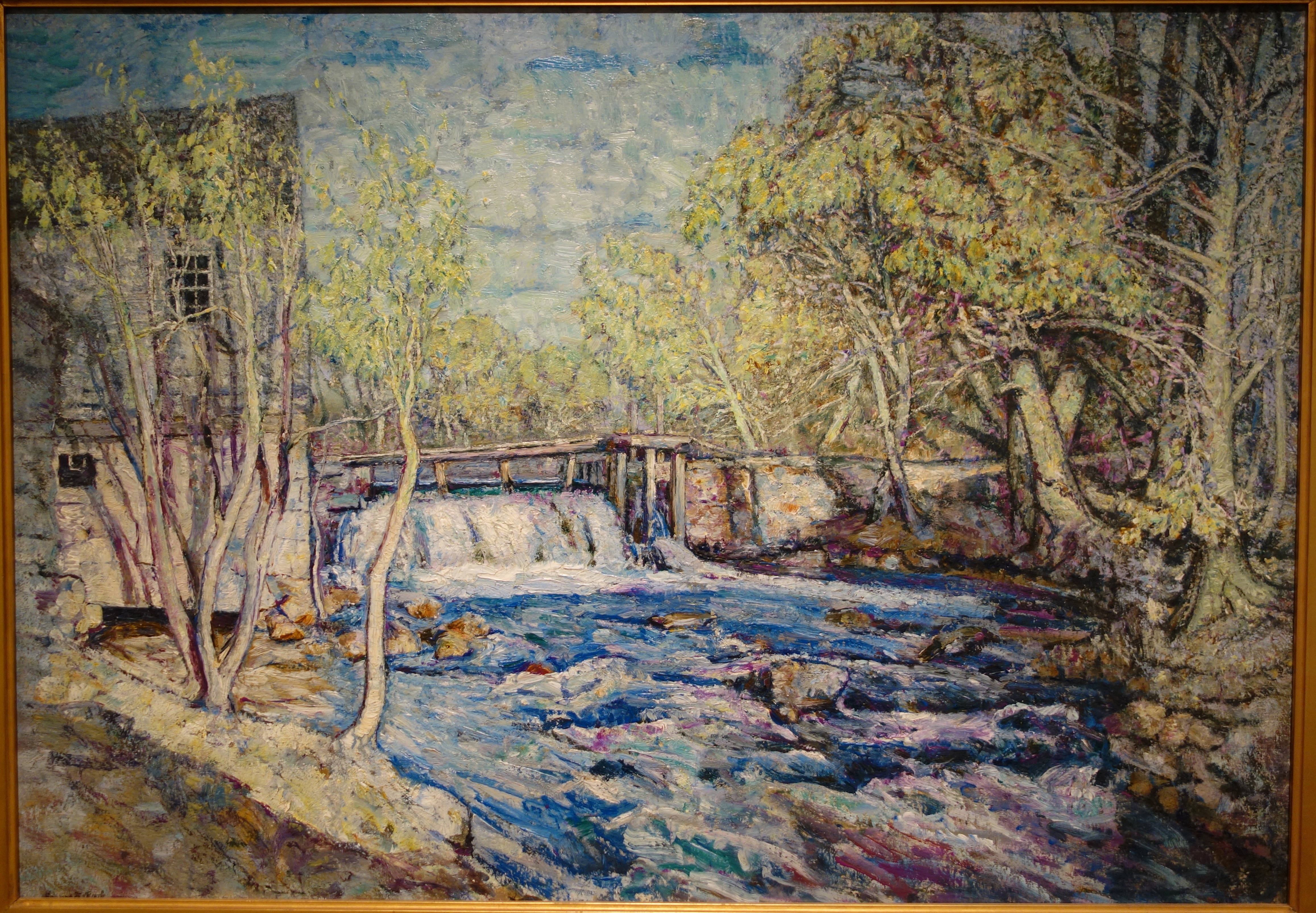
Bradberry's Mill Dam in Spring, vers 1910-1915, New Britain Museum of American Art